# Кузнецов, Василий Александрович
Василий Александрович Кузнецов (1923—2003) — полковник Советской Армии, участник Великой Отечественной войны, Герой Советского Союза (1945).

## Биография
Василий Кузнецов родился 24 января 1923 года в деревне Юдино. Окончил школу и аэроклуб. В 1939 году Кузнецов был призван на службу в Рабоче-крестьянскую Красную Армию. В 1941 году он окончил Одесскую военную авиационную школу пилотов, в 1943 году — Балашовскую военную авиационную школу пилотов. С октября 1941 года — на фронтах Великой Отечественной войны.
К марту 1945 года гвардии старший лейтенант Василий Кузнецов командовал звеном 6-го гвардейского отдельного штурмового авиаполка 3-й воздушной армии 3-го Белорусского фронта. К тому времени он совершил 137 боевых вылетов на воздушную разведку и штурмовку скоплений боевой техники и живой силы противника, его важных объектов, нанеся ему большие потери.
Указом Президиума Верховного Совета СССР от 18 августа 1945 года за «мужество и героизм, проявленные при нанесении штурмовых ударов по врагу» гвардии старший лейтенант Василий Кузнецов был удостоен высокого звания Героя Советского Союза с вручением ордена Ленина и медали «Золотая Звезда» за номером 8581.
После окончания войны Кузнецов продолжил службу в Советской Армии. В 1947 году окончил Краснодарскую высшую офицерскую школу штурманов ВВС, в 1953 году — Военно-политическую академию. В 1958 году в звании полковника Кузнецов был уволен в запас. Проживал в Ленинграде, до выхода на пенсию преподавал в Академии гражданской авиации.
Умер 6 декабря 2003 года, похоронен на Южном кладбище Санкт-Петербурга.
Был также награждён тремя орденами Красного Знамени, орденом Александра Невского, тремя орденами Отечественной войны 1-й степени, орденом Красной Звезды, рядом медалей.

## Комментарии
1. ↑  Деревня Юдино находилась в непосредственной близости к югу от деревни Заянье[1] и 7 февраля 1977 года решением Псковского облисполкома № 41 включена в её состав, ныне — в Плюсском районе Псковской области.